# 9 Pułk Artylerii Ciężkiej (1920)
9 pułk artylerii ciężkiej (9 pac) – oddział artylerii ciężkiej Wojska Polskiego II Rzeczypospolitej w okresie wojny polsko-bolszewickiej.
Wiosną 1919 przystąpiono do formowania brygad artylerii dla dywizji piechoty. Brygada składała się z dowództwa, pułku artylerii polowej i pułku artylerii ciężkiej (dywizjon trzybateryjny). Drugi dywizjon pułku artylerii ciężkiej przeznaczony był do rezerwy artylerii Naczelnego Dowództwa.
Opracowany w październiku plan rozbudowy artylerii do końca 1919 przewidywał, że z dniem 31 grudnia zakończona zostanie organizacja baterii i dowództw formowanych w kraju przez baterie zapasowe pułków artylerii. W okresie od października do końca grudnia 1919 bateria zapasowa 9 pułku artylerii ciężkiej miała wystawić 1 baterię.

## Formowanie i walki pułku/dywizjonu
Organizację 9 pułku artylerii ciężkiej rozpoczęto 29 czerwca 1919 w Dęblinie-Zajezierzu. Tu powstała 1 bateria pod dowództwem por. Stefana Czernika z oficerami: ppor. Władysławem Szwedem i ppor. Władysławem Ekiertem. W połowie października wyznaczono dowództwo dywizjonu: kpt. Stefan Domański został jego dowódcą, adiutantem ppor. Tadeusz Frączak, a oficerem łączności  ppor. Józef Abramowicz. 2 baterię (dowódca por. Wincenty Zdanowicz, oficerowie: ppor. Alojzy Gałęzewski, ppor. Stanisław Orzechowski, ppor. Antoni Świeży) i 3 baterię (dowódca por. Stefan Ludwig, oficerowie: por. Józef Krautwald, por. Witold Łoziński. pchor. Fryderyk Zolle) formowano w Białej Podlaskiej.
1 bateria wyruszyła na front polsko-sowiecki 6 grudnia, 2 bateria 27 lutego, a 3 bateria dopiero w pierwszych dniach maja 1920. 1 bateria wyposażona w 4 armaty 105 mm wyruszyła z Petrykowa i działając plutonami uczestniczyła w zdobywaniu Mozyrza. Następnie ze stanowisk ogniowych pod Barbarowem, Konotopem i Narowlą zwalczała statki sowieckiej Flotylli Dnieprzańskiej. Po zdobyciu Kalenkowicz 2 bateria z Ptyczy pomaszerowała do Nachowa i tu zwalczała sowieckie pociągi pancerne. Pod koniec marca 1920 1 bateria zajęła stanowiska pod Konotopem i działając jako bateria nadbrzeżna powstrzymywała ogniem sowieckie kanonierki. W trakcie ofensywy na Kijów 1 bateria, w ciągłych walkach z sowieckimi kanonierkami i piechotą, dotarła do Czernobyla. W trakcie tych walk zniszczyła jeden uzbrojony statek, a blokując ujście Sozy do Dniepru zatopiła drugi w pobliżu Łojowa.
2 bateria spod Nachowa przeszła do Wasilewicz i dalej transportem kolejowym do Rzeczycy. Tam zwalczała sowiecką piechotę próbującą sforsować Dniepr. Rozwijająca się ofensywa sowiecka spowodowała, że bateria wróciła do Nachowa i nadal prowadziła działania opóźniające. 29 czerwca zajmowała stanowiska na odcinku od Julińska do ujścia rzeki Ippy. 3 bateria (dawna 1.) wycofała się z linii Dniepru na Chojniki, Jucewicze do Narowli. Ogólny odwrót wojsk polskich spowodował, że dwubateryjny I/9pac  został skierowany do Brześcia. 29 lipca 2 bateria zajęła stanowiska ogniowe w okolicach II fortu twierdzy brzeskiej, a 3 bateria w majątku Rzeczyca. Po zajęciu Brześcia przez Sowietów, dywizjon przewieziony został do Dęblina, a następnie do Modlina. Tu wszedł w struktury nowo powstającej 5 Armii.
Działająca samodzielnie 1 bateria (początkowo jako 3.) w pierwszych dniach maja została przerzucona transportem kolejowym do Nowoświęcian i weszła w skład grupy artyleryjskiej Armii Rezerwowej gen. Kazimierza Sosnkowskiego. Walczyła pod Postawami i Cerepami. Podczas ogólnego odwrotu wojsk polskich bateria wycofywała się przez Lidę, Grodno, Białystok, Wysokie Mazowieckie i Nasielsk. W bitwie warszawskiej w ramach 1 Armii broniła przedmościa warszawskiego. 1 bateria, która w trakcie odwrotu doszła do Nasielska, po szybkim uzupełnieniu sprzętem 14 sierpnia została przerzucona pod Wólkę Radzymińską. Toczyły się tam najcięższe walki, a włamanie w rejonie Radzymina groziło straceniem przedmościa. Bateria przez cały czas zwalczała piechotę i kawalerię sowiecką.
4 grudnia I dywizjon został udekorowany przez Naczelnego Wodza srebrnym krzyżem Virtuti Militari. Uroczystość odbyła się w Łazdunach. Po  mszy polowej marszałek Piłsudski dokonał przeglądu oddziałów 9 Dywizji Piechoty i udekorował sztandary jednostek. Na trąbce I dywizjonu 9 pułku artylerii ciężkiej zawiesił krzyż orderu wojennego VM nr 4403.
Po zakończonych działaniach wojennych dywizjon przeszedł do tymczasowego miejsca postoju w okolice Połoczany. 8 września 1922 został odesłany do swego stałego miejsca postoju w Brześciu nad Bugiem.

## Obsada personalna
| Obsada personalna pułku/dywizjonu | Obsada personalna pułku/dywizjonu |
| Stanowisko                        | Stopień, imię i nazwisko          |
| --------------------------------- | --------------------------------- |
| dowódca I dywizjonu               | kpt. Stefan Domański              |
| adiutant                          | ppor. Tadeusz Frączak             |
| oficer łączności                  | ppor. Józef Abramowicz            |
| dowódca 1 baterii                 | por. Stefan Czernik               |
| oficer baterii                    | ppor. Władysław Szwed             |
| oficer baterii                    | ppor. Władysław Ekiert            |
| dowódca 2 baterii                 | por. Wincenty Zdanowicz           |
| oficer baterii                    | ppor. Alojzy Gałęzewski           |
| oficer baterii                    | ppor. Stanisław Orzechowski       |
| oficer baterii                    | ppor. Antoni Świeży               |
| dowódca 3 baterii                 | por. Stefan Ludwig                |
| oficer baterii                    | por. Józef Krautwald              |
| oficer baterii                    | por. Witold Łoziński              |
| oficer baterii                    | pchor. Fryderyk Zolle             |